# Real Orden de Victoria y Alberto
La Real Orden de Victoria y Alberto fue una orden de la familia real (y como estas exclusivamente femenina) del Reino Unido de Gran Bretaña e Irlanda.

## Historia
El origen de la orden se encuentra en 1856  con motivo de la confirmación de la princesa Victoria del Reino Unido. Sus padres, la reina Victoria y el príncipe Alberto de Sajonia-Coburgo-Gotha la regalan entonces un camafeo con sus dos efigies, realizado a partir de la medalla realizada por William Wyon en 1851 con motivo de la primera Exposición Universal. El camafeo iba prendido de un lazo de cinta de moaré blanco en la parte superior izquierda del pecho. En 1856, los monarcas repiten el mismo regalo, con motivo de la confirmación de su segunda hija, Alicia. Tras la muerte del príncipe Alberto en 1861, en 1862 tras entregársela a su hija Elena en su confirmación la Reina decide transformar esta serie de regalos en la primera de las clases de una orden femenina, considerándola instituida con anterioridad, el 10 de febrero de 1861, con ocasión de su vigésimo aniversario de boda. Posteriormente la orden es entregada de forma sucesiva a las hijas y nietas de la reina Victoria, así como a contadas emperatrices y reinas no unidas por parentesco con la reina. Tras la muerte de la reina no es otorgada de nuevo. Su hijo y sucesor, Eduardo VII entregaría su propia orden de la familia real, la Orden de Eduardo VII.
La última persona condecorada con la orden, la princesa Alicia, condesa de Athlone, nieta de la reina Victoria; murió en 1981 con 97 años

## Estructura
La obra constaba de cuatro clases:
- Dama de primera clase.[1][4] (Reservada para las hijas y nueras de la reina, y soberanas extranjeras[5])
- Dama de segunda clase.[4] (Reservada para las nietas de la reina, contadas princesas extranjeras y excepcionalmente a damas de la corte[5])
- Dama de tercera clase.[4] (Reservada para damas de la corte[5])
- Dama de cuarta clase.[4][6] (Para las no incluidas en algunas de las categorías anteriores[5])

La orden contaba asimismo con un registrador.

## Insignias
En las tres primeras clases la insignia consistía en el camafeo con la efigies de Victoria y Alberto. Los relieves de las efigies eran blancos y se disponían sobre un fondo anaranjado del camafeo ovalado. La diferencia en estas primeras clases consistía en el tamaño del camafeo y además que en la primera clase estaba guarnecido ricamente con dos filas de diamantes, en la segunda con una fila de diamantes y en la tercera una fila de perlas con resaltes en diamantes. En la cuarta clase, en lugar del camafeo citado, las insignias consistían en las cifras de Victoria y Alberto (V y A) entrelazadas y ricamente decoradas con perlas.
Todas las insignias se prendían del lado superior izquierdo del pecho mediante un lazo de moaré blanco cuyas dimensiones aumentaban desde la cuarta hasta la primera clase.
| Insignia de las damas de primera clase | Insignia de las damas de segunda clase | Insignia de las damas de tercera clase | Insignia de las damas de cuarta clase |